# Tony Hawk's American Sk8land
Tony Hawk's American Sk8land es la versión de Tony Hawk's American Wasteland para Nintendo DS y Game Boy Advance. Está desarrollado por Vicarious Visions, compañía que se encargó de los anteriores títulos de la saga en GBA. Está basado en el skateboarding y fue lanzado en el año 2005.

## Cómo jugar

### Nintendo DS
En esta versión para Nintendo DS el jugador emplea la pantalla superior para dirigir a su personaje, que realizará los trucos mediante combinaciones de botones. El diseño gráfico del juego se basa en base al cel shading, un sistema empleado en otros títulos de esta consola. Fue el primero de la saga en las versiones portátiles de Nintendo que usó esa apariencia gráfica.
La pantalla táctil se utiliza para realizar varias acciones, tales como trucos que se realizan simplemente tocando el icono marcado, facilitando la realización y ahorrando la combinación de botones. La pantalla inferior también muestra un mapa del área que estemos jugando, y puede usarse también para realizar grafitis que el personaje que manejemos realizará. Además, se podrá utilizar el micrófono incorporado en la consola para que el jugador grabe sus propios sonidos, pudiéndolos introducir en el juego.

## Modos de juego
El jugador podrá iniciar un modo carrera en el que tendrá que crear a un personaje ficticio. Este necesitará ganarse el respeto de los demás skaters, mediante la superación de pruebas en diferentes niveles, para poder recaudar dinero con el que poder arreglar y relanzar un parque de skate abandonado. Para ello contará con la ayuda de Tony Hawk y de una chica llamada Mindy, que será la encargada de enseñarnos cosas básicas en el juego.
La acción transcurre en California, Estados Unidos. El personaje tendrá que recorrer diferentes puntos de ese estado para poder avanzar. Para lograr dinero tendrá que realizar una serie de trucos que le pidan los otros personajes que haya en la calle, y una vez superados tendrá que mostrarle su valía a un skater reconocido, realizando el reto que le pida.
Otros modos son el clásico que suele venir en las sagas Tony Hawk donde, manejando a cualquier skater de los incluidos en el juego, tendremos que ir superando desafíos para poder avanzar, o un modo de 2 minutos por cualquier zona que hayamos desbloqueado.

### Game Boy Advance
A diferencia de la versión de Nintendo DS, la versión de Game Boy Advance mantiene su misma presencia gráfica con skaters poligonales y con un punto de vista isométrico. Los niveles pre-renderizados daban un aspecto de 3 dimensiones.
Asimismo, la versión de GBA incluye menos niveles que la de Nintendo DS, suprimiendo los escenarios basados en la Prisión de Alcatraz y el Este de Los Ángeles.

## Nintendo Wi-Fi
Tony Hawk's American Sk8land fue el primer juego de Nintendo DS desarrollado por una third party en utilizar el servicio en línea Conexión Wi-Fi de Nintendo. Aprovechando esta posibilidad, los jugadores pueden subir y compartir videos de trucos, altas puntuaciones, y nuevos niveles.
El sistema permite también juego en línea con el resto de jugadores del mundo, formando grupos de juego o jugando entre sí a varios retos del juego. La comunidad en línea está integrada en la web oficial del juego. Sin embargo, es preciso que los jugadores tengan el juego, a diferencia de otros títulos donde solo es necesario un cartucho para poder jugar varias personas.

## Skaters
En el juego aparecen los siguientes personajes:
- Tony Hawk
- Tony Alva
- Bob Burnquist
- Bam Margera
- Rodney Mullen
- Andrew Reynolds
- Paul Rodríguez
- Ryan Sheckler
- Daewon Song
- Tony Trujillo
- Mike Vallely
- Stevie Williams

El personaje de Mindy está doblado por la actriz Cree Summer, mientras que Tony Hawk y el resto de skaters se interpretan a sí mismos en el videojuego.